# Gyeongsan
Gyeongsan (en coreano: 경산시, romanización revisada: gyeongsansi, léase: Kióngsan) es una ciudad en la provincia de Gyeongsang del Norte al suroeste de la república de Corea del Sur. Está ubicada al sur de Seúl a unos 250 km y a 13 km al sureste del corazón de Daegu. Su área es de 411.75 km², gran parte del área de la ciudad pertenece a la zona metropolitana de Daegu. Su población total es de 242.638. 
Por la ciudad pasa la línea Gyeongbu (경부선) que la conecta con varias ciudades del país por tren. 
La ciudad fue la anfitriona de la 38 Olimpiada Internacional de Química del 2 al 11 de julio de 2006.

## Administración
La ciudad de Gyeongsan se divide en 2 eup, 6 myeon, 6 dong.
- Hayang Eup (하양읍)
- Jillyang Eup (진량읍)
- Wachon-myeon (와촌면)
- Jain-myeon (자인면)
- Yongseong-myeon (용성면)
- Namsan-myeon (남산면)
- Apyang-myeon (압량면)
- Namcheon-myeon (남천면)
- Jungang-dong (중앙동)
- Dongbu-dong  (동부동)
- Seobu1-dong (서부1동)
- Seobu2-dong (서부2동)
- Nambu-dong (남부동)
- Bukbu-dong (북부동)
- Jungbang-dong (중방동)[1]

## Símbolos
- La flor, La Magnolia.
- El animal, El Pica pica.
- El árbol, El Ginkgo biloba

## Ciudades hermanas
- Joyo.
- Jiaonan, Qingdao.
- Jiaonan, Hangzhou.
- Gangdong, Seúl.
- Sinan.